# Dekanat Cape Fear
Dekanat Cape Fear – jeden z 8 dekanatów rzymskokatolickich wchodzących w skład diecezji Raleigh w Stanach Zjednoczonych. 
Według danych na styczeń 2016 roku, w jego skład wchodziło 11 parafii posiadających łącznie 13 kościołów (w tym 2 filialne). 

## Lista parafii
Źródło:
| Lp. | Miejscowość        | Parafia                                                 | Proboszcz                                   | Kościół                                                              | Grafika |
| --- | ------------------ | ------------------------------------------------------- | ------------------------------------------- | -------------------------------------------------------------------- | ------- |
| 1   | Wrightsville Beach | Parafia św. Teresy                                      | Rev. Joseph G. Vetter                       | Kościół św. Teresy we Wrightsville Beach                             |         |
| 2   | Castle Hayne       | Parafia św. Stanisława                                  | Rev. Roger Malonda Nyimi                    | Kościół św. Stanisława w Castle Hayne                                |         |
| 3   | Wilmington         | Parafia św. Marka                                       | Rev. Patrick A. Keane                       | Kościół św. Marka w Wilmington                                       |         |
|     | Riegelwood         | Parafia św. Marka                                       | Rev. Patrick A. Keane                       | Kościół Chrystusa Króla w Riegelwood                                 |         |
| 4   | Burgaw             | Parafia św. Józefa                                      | Rev. Roger Malonda Nyimi (administrator)    | Kościół św. Józefa w Burgaw                                          |         |
| 5   | Shallotte          | Parafia św. Brendana Nawigatora                         | Rev. Ryszard Kolodziej                      | Kościół św. Brendana Nawigatora w Shallotte                          |         |
| 6   | Southport          | Parafia Najświętszego Serca Jezusowego                  | Rev. Trent L. Watts                         | Kościół Najświętszego Serca Jezusowego w Southport                   |         |
| 7   | Whiteville         | Parafia Najświętszego Serca Jezusowego                  | Rev. Marco Antonio Gonzalez Hernandez       | Kościół Najświętszego Serca Jezusowego w Whiteville                  |         |
| 8   | Elizabethtown      | Parafia Matki Bożej Śnieżnej                            | Marco Antonio Gonzalez Hernandez            | Kościół Matki Bożej Śnieżnej w Elizabethtown                         |         |
| 9   | Wilmington         | Parafia Niepokalanego Poczęcia Najświętszej Maryi Panny | Very Reverend John E. McGee, O.S.F.S., V.F. | Kościół Niepokalanego Poczęcia Najświętszej Maryi Panny w Wilmington |         |
| 10  | Wilmington         | Parafia Najświętszej Maryi Panny                        | Very Reverend Robert J. Kus                 | Bazylika Najświętszej Maryi Panny w Wilmington                       |         |
| 11  | Hampstead          | Parafia Wszystkich Świętych                             | Rev. John Durbin                            | Kościół Wszystkich Świętych w Hampstead                              |         |
|     | Surf City          | Parafia Wszystkich Świętych                             | Rev. John Durbin                            | Kościół Wszystkich Świętych w Surf City                              |         |